# Giuseppe Baresi
Giuseppe Baresi (pronunție în italiană [dʒuˈzɛppe baˈreːzi]; n. 7 februarie 1958) este un antrenor italian de fotbal și fost fotbalist, care a jucat pe postul de mijlocaș. În prezent lucrează ca asistent tehnic la Internazionale. Baresi a petrecut cea mai mare parte a carierei sale de 18 ani la clubul italian Internazionale, înainte de a se retrage în 1994 pentru două sezoane la Modena. Cu Inter, el a câștigat două titluri Serie A și Cupa UEFA, printre alte trofee, și a servit ca și căpitan al echipei. La nivel internațional, el a reprezentat echipa națională de fotbal a Italiei la 18 ocazii între 1979 și 1986, participând la UEFA Euro 1980, unde a terminat pe locul patru și la Campionatul Mondial de Fotbal din 1986. Fratele său mai mic, Franco Baresi, de asemenea, fotbalist, a servit drept căpitan pentru rivalii din oraș AC Milan și la echipa națională italiană.

## Palmares

### Club
Internazionale
- Serie A (2) : 1979–80, 1988–89
- Supercoppa Italiana (1) : 1989
- UEFA Cup (1) : 1990–91
- Coppa Italia (2) : 1977–78, 1981–82

### Individual
- Premio Nazionale Carriera Esemplare „Gaetano Scirea”: 1992[2]

## Legături externe
- FIGC Arhivat în 27 ianuarie 2016, la Wayback Machine. it